# Портер, Коул
Коул Альберт Портер (англ. Cole Albert Porter; 9 июня 1891, Перу, Индиана — 15 октября 1964, Санта-Моника, Калифорния) — американский композитор и поэт, автор популярных песен и стихов к ним. Портер прославился музыкальными комедиями: Kiss Me, Kate (1948) (Целуй меня, Кэт", по мотивам «Укрощения строптивой» Шекспира), Fifty Million Frenchmen, DuBarry Was a Lady, Anything Goes, а также песнями: «Night and Day», «Anything Goes», «Love for Sale», «I’ve got you under my skin», «Begin the Beguine» (в русском переводе — «Начало танца»), «It’s bad for me» и др. Критики отмечали изощрённое поэтическое мастерство Портера (с оригинальными рифмами и двусмысленной игрой слов), а также необычную для жанра сложность его композиций. В числе фильмов, музыку к которым написал Портер, — «Born to Dance» (1936), «Rosalie» (1937), «You’ll Never Get Rich» (1941), «Stage Fright» (1950). Специалисты считают Коула Портера одним из выдающихся американских композиторов лёгкого жанра в американской истории.

## Биография
Коул Портер родился в городе Перу, штат Индиана в обеспеченной семье. Его музыкальный талант проявился с ранних лет. В возрасте 6 лет он начал играть на скрипке, а в 8 — на фортепиано. Музыкальным образованием Коула занималась его мать Кейт Портер.
С 1905 по 1909 год Коул Портер посещал академию города Вустер (Массачусетс). После успешного окончания среднего образования его дед подарил ему поездку по Европе. В 1909 году Коул Портер поступил в Йельский университет. Во время учёбы он участвовал в различных музыкальных клубах, написал около 300 песен. После окончания Йельского университета в 1913 году он поступил в Гарвардскую школу права. Вскоре он осознал, что не хочет становиться адвокатом, и перешёл на музыкальный факультет Гарвардского университета (не окончил).
В 1915 он выпустил свою песню «Эсмеральда», которая имела некоторый успех в бродвейском ревю Hands Up. Тем не менее, его первая бродвейская постановка 1916 года, комическая опера See America First, была неудачной.
В 1917 году после вступления США в Первую мировую войну Портер добровольцем отправился во Францию, где участвовал в американской благотворительной организации. После окончания войны в 1918 году он остался Париже, где посещал частный музыкальный колледж «Схола канторум». В декабре 1919 года женился на состоятельной уроженке Луисвилла Линде Ли Томас, которая была старше его на 8 лет. В 1923 умер дедушка Портера и оставил ему значительное наследство. До 1928 года он жил в Европе, много путешествовал. В Париже он познакомился с певцом и музыкантом Лесли Хатчинсоном, с которым его связала дружба, возможно, переросшая в отношения.
В 1928 году на Бродвее состоялась премьера его мюзикла Paris, который имел большой успех. За ним последовали и другие успешные постановки в США. С середины 1930-х он стал посвящать больше времени Голливуду, где активно развивалась киноиндустрия.
В 1937 году во время езды верхом он получил серьёзную травму ног, последствия которой не давали ему покоя всю жизнь.
Коул Портер скончался 15 октября 1964 года от почечной недостаточности.

## Музей Коула Портера
В доме, где родился Коул Портер, одно время работала лаборатория по производству наркотика амфетамина. После полицейской операции дом перешёл в собственность города Перу, и его мэр выдвинул идею по созданию музея композитора. Когда дом перешёл в собственность города, он находился не в лучшем состоянии. Но поклонники композитора смогли собрать необходимую денежную сумму и выкупить помещение. Планируется восстановить дом и открыть его для посетителей. В доме будут выставлены памятные предметы, связанные с именем Портера. Экспонаты для музея согласны предоставить родственники Портера, которые до сих пор живут в Перу.

## Сочинения (выборка)
Примечание. В списке перечислены мюзиклы, если не указано иное. Звёздочкой отмечены сочинения, экранизированные Голливудом.
- (1916) See America First (оперетта, «комическая опера»)
- (1919) Hitchy-Koo (музыкальное ревю) — «An Old Fashioned Garden»
- (1928) Paris — «Let’s do it, let’s fall in love»
- (1929) Wake Up and Dream (музыкальное ревю) — «What Is This Thing Called Love?»
- (1929) Fifty Million Frenchmen — «You Do Something to Me»
- (1930) The New Yorkers — «Love for Sale», «I Happen to Like New York»
- (1932) Gay Divorce* — «After You, Who?», «Night and Day»
- (1933) Nymph Errant — «Experiment», «The Physician», «It’s bad for me»
- (1934) Anything goes* — «All through the night», «Anything goes», «Blow Gabriel, blow»
- (1934) Adios Argentina (музыка к невыпущенному в прокат фильму) — «Don’t fence me in»
- (1935) Jubilee — «Begin the beguine», «Just one of those things»
- (1936) Red, Hot and Blue — «It’s de-lovely»
- (1936) Born to Dance (фильм) — «You’d Be So Easy to Love», «I’ve got you under my skin»
- (1937) Rosalie (фильм) — «In the Still of the Night»
- (1937) You never know — «At long last love», «From Alpha to Omega», «Let’s misbehave»
- (1938) Leave It to Me! — «From Now On», «My Heart Belongs to Daddy»
- (1939) Broadway melody of 1940 (фильм) — «Between You And Me», «I concentrate on you»
- (1939) Dubarry was a lady — «Do I Love You?», «Well, Did You Evah!»
- (1940) Panama Hattie — «Let’s be buddies», «Make it another old-fashioned, please»
- (1941) You’ll never get rich (фильм) — «Dream Dancing», «So Near and Yet So Far»
- (1941) Let’s face it! — «Everything I love», «I hate you, darling»
- (1942) Something for the boys — «Could it be you»
- (1942) Something to shout about (фильм) — «You’d Be So Nice to Come Home To»
- (1943) Mexican Hayride — «I Love You»
- (1944) Seven lively arts — «Ev’ry time we say goodbye»
- (1946) Around the world — «Look what I found»
- (1947) The Pirate (фильм) — «Be a clown»
- (1948) Kiss me, Kate* — «Another op’nin', another show», «Brush up your Shakespeare», «I hate men», «Why Can’t You Behave?», «So in love», «Too darn hot»
- (1950) Out of this World — «From This Moment On», «I Am Loved»
- (1950) Stage Fright (фильм) — «The Laziest Gal In Town»
- (1953) Can-Can — «I Am in Love», «I Love Paris», «C’est magnifique»
- (1954) Silk stockings — «All of You», «Paris Loves Lovers»
- (1955) Высшее общество (фильм) — «Mind if I make love to you?», «True love», «Who wants to be a millionaire?», «You’re sensational»
- (1956) Les Girls (фильм) — «Ca, C’est L’amour», «You’re Just Too, Too»
- (1958) Aladdin (телевизионный фильм) — «Opportunity Knocks But Once», «Come To The Supermarket (In Old Peking)»

## Издания
- Cole Porter: Selected lyrics // ed. by Robert Kimball. New York: Library of America, 2006. xxii, 178 p.
- The letters of Cole Porter // ed. by C. Eisen & D. McHugh. New Haven: Yale University Press, 2019.